# Вежа Аврора
Вежа Аврора (англ. Aurora Tower) — найвищий хмарочос Брисбена (Квінсленд, Австралія) з 2006 по 2011 рік. Висота будинку становить 207 метрів, 69 поверхів. Будівництво було розпочато в 2003 і 5 травня 2006 року офіційно було відкрито.
В будинку розташовано 408 апартаментів, 54 двоповерхових квартир і 18 пентхаусів. Також в ньому розташований басейн, зона розваг та кінозал.